# Secaș (Timiș)
Secaș é uma comuna romena localizada no distrito de Timiș, na região histórica do Banato (parte da Transilvânia). A comuna possui uma área de 50.06 km² e sua população era de 297 habitantes segundo o censo de 2007.